# Have U Seen Her?
Have U Seen Her? è il primo album in studio della cantante finlandese Alma, pubblicato il 15 maggio 2020 dalla PME.

## Promozione
Il disco è stato anticipato dalla pubblicazione di un singolo estratto Bad News Baby, accompagnato da un video musicale il 22 novembre 2019 in concomitanza con l'uscita della canzone. LA Money, invece, è stato estratto come secondo singolo il 12 giugno 2020.

## Accoglienza
| Recensione           | Giudizio |
| -------------------- | -------- |
| Clash                | 7/10     |
| NME                  |          |
| The Line of Best Fit | 7,5/10   |

Have U Seen Her? ha ricevuto recensioni perlopiù positive da parte della critica specializzata. Su Metacritic, sito che assegna un punteggio normalizzato su 100 in base a critiche selezionate, l'album ha ottenuto un punteggio medio di 72 basato su quattro recensioni.

## Tracce
1. Have U Seen Her? – 2:43 (Alma-Sofia Miettinen, Henry Flint, George Flint)
2. LA Money – 2:53 (Alma-Sofia Miettinen, Justin Tranter, Sarah Hudson, Nicholas Gale)
3. Worst Behavior (feat. Tove Lo) – 2:41 (Alma-Sofia Miettinen, Jeremy Chacon, Jonas Kalisch, Maria Hazell, Ebba Tove Elsa Nilsson, Alexsej Vlasenko, Henrik Meinke)
4. Stay All Night – 2:47 (Alma-Sofia Miettinen, Jeremy Chacon, Jonas Kalisch, Maria Hazell, Alexsej Vlasenko, Henrik Meinke, Vincent Kottkamp)
5. Bad News Baby – 3:20 (Alma-Sofia Miettinen, Kennedi Lykken, Joe Janiak, Ajay Bhattacharya, Alexander Shuckburgh)
6. Nightmare – 2:32 (Alma-Sofia Miettinen, Justin Tranter, Shawn Wasabi, Madison Love)
7. Mama – 2:58 (Alma-Sofia Miettinen, Justin Tranter, Mark Ralph, Timucin Lam)
8. King of the Castle – 3:27 (Alma-Sofia Miettinen, Henri Salonen)
9. My Girl – 3:27 (Alma-Sofia Miettinen, Jeremy Chacon, Jonas Kalisch, Maria Hazell, Alexsej Vlasenko, Henrik Meinke, Vincent Kottkamp, Linnea Södahl)
10. Find Me – 3:17 (Alma-Sofia Miettinen, Bjorn Yttling, Gustav Nystrom)
11. Loser – 3:12 (Alma-Sofia Miettinen, Nicholas Gale, Sarah Hudson, Jesse Saint John)
12. Final Fantasy – 3:38 (Alma-Sofia Miettinen, Shawn Wasabi, Kennedi Lykken, Joe Janiak)

## Classifiche
| Classifica (2020) | Posizione massima |
| ----------------- | ----------------- |
| Finlandia         | 1                 |